# Antanosy

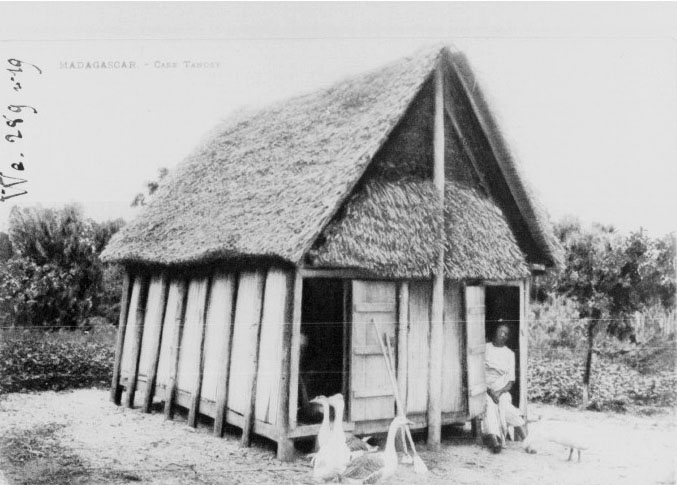
Casa Antanosy (1908)

Gli Antanosy (pronunciato Antanusi, noti anche come Antanosi o Antenosy) e gli Antambahoaka sono due popoli del Madagascar, di origine araba e religione islamica. L'origine dei due gruppi è comune, e le tradizioni la fanno risalire al fondatore Raminia, partito dalla Mecca e giunto in Madagascar intorno al XIII secolo. Gli Antambahoaka si insediarono nella valle del basso Mananjary; a differenza della maggior parte dei popoli malgasci, non hanno caste. Praticano la cerimonia della circoncisione, usanza che probabilmente proprio dai popoli islamici si è diffusa a gran parte dei popoli dell'isola. Gli Antanosy si insediarono nel sud-est dell'isola, intorno a Faradofay, ed ebbero un ruolo importante nei primi contatti con gli europei (che sul loro territorio avrebbero fondato Fort Dauphin, l'attuale Tolagnaro). Oggi la popolazione Antanosy è piuttosto scarsa (2,3% della popolazione totale del Madagascar); l'alcolismo rappresenta una delle principali cause di morte.